# Geretsberg
Geretsberg est une commune autrichienne du district de Braunau am Inn en Haute-Autriche.